# Banda Api

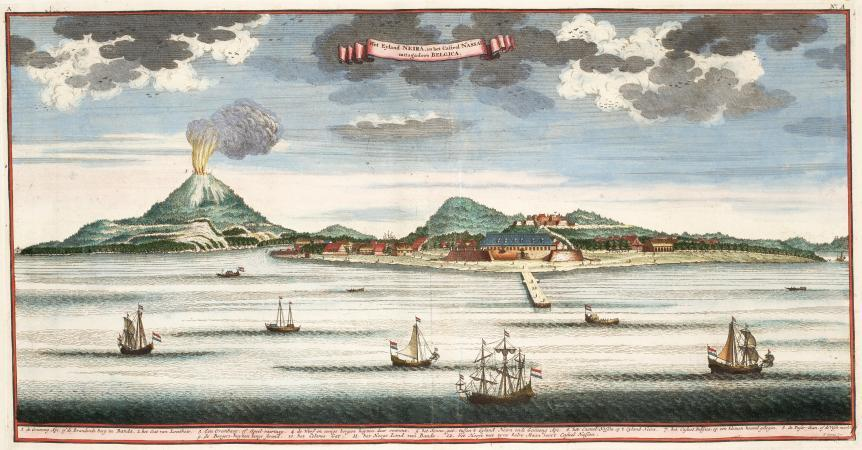
De Gunung Api (links) (1724-1726) en het eiland Banda Neira met de twee Nederlandse forten, rechts.

Banda Api is een vulkaaneiland in de Bandazee. Het behoort tot de Banda-eilanden, het is door een circa 200 m brede zee-engte van het hoofdeiland Banda Neira gescheiden. Sinds de periode van het bewind van de Vereenigde Oostindische Compagnie wordt de 640 m hoge vulkaantop aangeduid als de Vuurberg in het Nederlands en als Gunung Api in het Bahasa. 
De Gunung Api is een caldera. Gunung betekent berg en api betekent vuur in het Indonesisch. Het is een zeer actieve vulkaan. Sinds de Europese ontdekking in 1586 tot op de dag van vandaag waren er 23 bevestigde uitbarstingen. Sommigen daarvan duurden 1 dag, anderen meerdere jaren. De uitbarstingen vonden achtereenvolgens plaats op 17 april 1586; 1598-1602; 1609; 1614 (onbevestigd); april 1615 - 15 mei 1615; 16 december 1632; 18 november 1635; 1683; 1690 - 22 mei 1696; mei-december 1712; 1722; 1749; 1762; 19 april 1765 - oktober 1766; 6 februari 1773; 1775; 1778; 11 oktober 1816 - december 1816; 11 juni 1820 - 8 augustus 1820; 22 april 1824 - 28 juni 1824; 1825(?) - 1831; oktober 1835 (onbevestigd); 29-30 december 1855 (onbevestigd); 23 november 1890; 18 mei 1901; 20 maart 1902 (onbevestigd), en van 9-17 mei 1988.
In de Leydse Courant van 15 en 18 mei 1767 werd een ooggetuigenverslag gepubliceerd van de uitbarstingen van 1766 (NB: het duurde vele maanden eer de brieven waarin dit werd beschreven in Nederland aankwamen). Dit verslag is hieronder weergegeven, gesteld in 18e-eeuws Nederlands. De krant noemde geen auteur.
| De Bewoonders van het Eiland NEIRA zyn in steeds duurende Ongerustheeden, dewelke dan wel iets minder dan wederom grooter worden door de verschrikkelyke Woede van den digt by leggenden Vuur-Berg GOUNONG-APY. "Zedert September 1765 tot den 4 October 1766, heeft de evengem. Berg in zyne ysselyke uitwerkingen genoegzaam niet opgehouden: In tegendeel zyn de Slagen heviger en menigvuldiger, en de uitgeworpene Steenen grooter geweest dan te vooren. De Gang van de Kruin tot op twee derden benedenwaarts, alwaar naar allen schyn wel het meeste Vuur uitkwam, is holler geworden, en heeft hier en daar Kuilen gekreegen, uit dewelke nu en dan gloejende Steenen, hoewel zonder veel geraas of geweld gekomen zyn: De Heuvel voor het Land van de Weduwe Courval is hoe langer hoe meer verhoogd; terwyl de Steenen in groote meenigte tot in het Water gerold zyn, en het Rif daar mede als bevloerd geworden is." "In den beginne van deze verschrikkelyke Omstandigheeden was het af- en aanspoelend Water zonder ophouden met een damp overdekt, ruischende teffens (=tevens) als een kookende Pot op het Vuur, en was ter distantie van ruim twintig Roeden op de Wal zoo heet, dat men geen drie tellens lang de hand daarin houden konde; hoewel de Gloed, die te vooren op den bovengem. Heuvel zeer sterk was, grootelyks verminderde; maar na verloop van eenige weinige dagen by aflooping van het Vaar-Water was het Vuur aan den voet van dien Heuvel zoo heet, als dat van een gloejenden Oven." "De Equipage-Meester Van der Donk bespeurde tusschen den Berg dat het Water, daar de buitenste Klippen leggen, van vyf tot tien Vadem diep wierd; en dat omtrent ter lengte van een halve Kabel daar van daan het Water, 't welk te vooren 36 Vadem diep was, door de afgerolde Steenen tot beneden de 29 Vadem was verminderd, volgens Reekening, die midden in het Vaar Water gedaan is, zoo dat het geen eerst een binnenwaards loopende Bogt was, tans een uitsteekende Hoek van 50 Vadem is." "Geduurende eenige dagen tot den 15 October scheen het Vuur te verminderen: Ook verdween de Damp op het Water en teffens ook deszelfs Hitte, toen men twee maal van Louthoir narigt (=bericht) kreeg dat aan de Zuid-West-kant van den Berg eenige Rook, en ook een enkelde reis een sterk Ligt gezien was. "Den 16 October 1765 vernam men op NEIRA voorn. gantsch onverwagts een zwaaren Damp, wordende, hoewel zonder geruis en slagen, door een groot Vuur gevolgd, en wel in eene zoo ruime Uitgestrektheid, dat men niet twyffelde, of deze nieuwe Opening moest veel grooter zyn, als die welke aan de Oost-Kant zoo verbaazende geweest was: Dit was een nieuw Voorwerp van Consternatie op NEIRA, zoo uit hoofde van de zwaare Dampen, als om de Steenen, die geduurig uitgeworpen wierden, en meestendeels na dien kant afrolden, te meer, toen de Uitwerping van dezelve met geweld en onderaardsche Slagen, even als uit grof Kanon, op een verre distantie staande, geschiedde: Men konde van den verschrikkelyken Gloed, die in de meergem. Heuvel en de gang tot op den Top van den Berg moest opgeslooten zyn, zeer duidelyk oordeelen, door dien er eenige dagen lang zeer zwaare Stort-Regens gevallen waren, dewelke naauwlyks waren opgehouden of men zag zeer dikke Dampen opryzen, en alles wierd in die streek weder even droog, en raakte op nieuw in vollen gloed; daar het in tegendeel op andere na by leggende Plekken zeer nat en vogtig bleef. "Na den voorn. Regen wierd de uitkalving aan den voet van de Heuvel met zoo veel aandrang gepaard, dat zelfs binnen weinig dagen de Passage tegen over de Werf ruim 50 Roeden versmalde: In deze droeve Omstandigheid konde men zig niet anders voorstellen dan dat, als het Vuur nog maar twee Weeken dus doordrong, de Passage tusschen den Berg en de Werf met Steenen gantsch en al toegestopt, en NEIRA door het voortkruyende Vuur in een Puinhoop veranderd zouw zyn; doch door des Hemels allerhoogsten Bystand raakte de Woede van de Heuvel zoo in het doen afrollen van Steenen, als ten opzigte van het Vuur, zedert den 17 November, ongemeen aan het bedaaren, terwyl slegts een kleine Rook overbleef: De Slagen en Uitwerpingen van de eerste Opening verminderden ook van dag tot dag, tot dat dezelve in het einde van die Maand geheel ophielden, vermits het Vuur door de nieuwe Opening meer ruimte gekreegen hebbende wel aan de Zuid- en Noordkant onder het tot nu toe onbeschadigd gebleevene Geboomte een langduurenden Brand veroorzaakte, maar teffens het gestadig Vuur op het midden van den Berg deed uitdooven. Het Vervolg hierna. SLOT van 't VERHAAL wegens den woedenden Berg GOUNING APY by NEIRA "By het doorbreeken van de West-Mousson vreesde men niet zonder rede voor den Overlast van de Assche, en voor besmettelyke Ziektens: ook was de Assche in der daad nu en dan zeer menigvuldig, doch niet met die Gevolgen, als men daaromtrent eertyds wel vind aangetekend; en hoe zeer ook een groote menigte stof, Assche en vuile Dampen door de Winden van dat Saisoen over NEIRA en zoo verders heengewaaid is, zyn egter geene by?ondere Ziektens daar door veroorzaakt; Daarenboven heeft ?en den Hemel ook te danken, dat door de gloejende Materien geen Brand op het voorn. Eiland ontstaan is. "Ondertusschen zyn bereids twee derde Deelen van den Berg ??ar den kant van NEIRA in Kuilen, Heuveltjes, opgestapelde en uitgebrande Steenen veranderd; Het Geboomte is aan Tak, Stam, en Wortel verbrand, en dus de West-Mousson niet zonder geduurige Vreeze en Benaauwdheid voorby gegaan. Verders is de Inzakking van den Berg zoo groot, dat men tegenwoordig, om deszelfs top op het Binnen-Plein van het kasteel Nassau te zien, zeventien vloersteenen verder dan te vooren diend agter uit te treeden." "Alhoewel men nu het Gevaar of ten minsten de Uitwerpselen van het zoo ontzagchelyk Vuur minder agt dan in 't eerst, te meer dewyl onder het Schryven van dezen Brief het grootste gedeelte ??a de Zuid-West-Kant wort voortgedreeven (zoo dat in die Streek de Landeryen ook verwoest worden) is er nogtans voor eerst geen ??e minste hope,dat de Woede zal ophouden zoo in aanmerking van het vervaarlyk geraas binnen in den Berg, als om de opstygende ?lammen, de menigte Slagen, en de dagelyks vermeerderende uitwerping van Steenen, zynde, volgens de Berigten, die men van den Zuid-West-Kant krygt, de uitkalving van gloejende Stoffen ruim ??o zwaar, als deze in October aan de Oost-Zyde van dien verschrikkelyken Vuurberg geweest is: Doch de Post Kyk in de Pot blijft buiten alle gevaar zoo lang de daar agterleggende Valeyen door de afrollende Steenen niet worden opgevuld." Voor het overige zyn zedert eenigen tyd de Aardbeevingen van geen groote gevolgen geweest. |